# Konferencja Episkopatu Albanii
Konferencja Episkopatu Albanii (alb. Konferenca Ipeshkvnore e Shqipërisë) – instytucja zrzeszająca albańskich biskupów katolickich. Powstała w 1993. Jest członkiem Rady Konferencji Episkopatów Europy.

## Prezydium
- przewodniczący: bp Gjergj Meta
- wiceprzewodniczący: bp Simon Kulli
- sekretarz generalny: abp Giovanni Peragine

## Przewodniczący konferencji
- Franco Illia (1993–1997)
- Rrok Mirdita (1997–2000)
- Angelo Massafra (2000–2006)
- Rrok Mirdita (2006–2012)
- Angelo Massafra (2012–2018)
- George Frendo (2018–2021)
- Angelo Massafra (2021–2024)
- Gjergj Meta (od 2024)